# Palazzo del Podestà (Massa Marittima)
Il palazzo del Podestà, o palazzo Pretorio, è uno storico palazzo situato a Massa Marittima, nella provincia di Grosseto, nel terziere di Cittavecchia.

## Storia
Il palazzo risale agli anni tra il 1225 e il 1235 e fu residenza dei podestà, oltre che dei commissari e dei capitani di giustizia di Massa Marittima. Sulla facciata è possibile vedere finestre bifore e gli stemmi dei podestà, del Comune e di Siena.
Il palazzo è dal 1978 sede del Museo archeologico di Massa Marittima.